# Atopochilus vogti
Atopochilus vogti is een straalvinnige vissensoort uit de familie van de baardmeervallen (Mochokidae). De wetenschappelijke naam van de soort is voor het eerst geldig gepubliceerd in 1922 door Pellegrin.